# Vojtěchov (Lísek)
Vojtěchov (německy Wojtiechow) je vesnice, část obce Lísek v okrese Žďár nad Sázavou. Nachází se asi 3,5 km na jihozápad od Lísku. V roce 2009 zde bylo evidováno 85 adres. V roce 2001 zde trvale žilo 32 obyvatel.
Vojtěchov leží v katastrálním území Vojtěchov u Lísku o rozloze 9,3 km2.
V okolí vesnice jsou dva smírčí kameny, jeden je chráněn jako kulturní památka.

## Název
Význam jména vsi je "Vojtěchův majetek". Vesnice byla pojmenována podle velmože Vojtěcha z Medlova.